# Acicula lineolata
Acicula lineolata е вид охлюв от семейство Aciculidae. Видът не е застрашен от изчезване.

## Разпространение и местообитание
Разпространен е в Австрия, Германия, Италия, Словения, Хърватия и Швейцария.
Обитава гористи местности и склонове.